# نامه‌های پدر کریسمس
نامه‌های پدر کریسمس (به انگلیسی: The Father Christmas Letters) همچنین به عنوان نامه‌هایی از طرف پدر کریسمس نیز شناخته می‌شود، مجموعه نامه‌هایی است که توسط جی آر آر تالکین بین سالهای ۱۹۲۰ و ۱۹۴۳ برای فرزندان خود، از پدر کریسمس، نوشته و نشان داده شده‌است. نامه‌ها پس از مرگ با دارایی‌های تالکین در ۲ سپتامبر ۱۹۷۶، سومین سالگرد مرگ تالکین ، منتشر شدند. ویرایش آنها توسط بیلی تالکین، همسر دوم پسر کوچکش، کریستوفر انجام شد. این کتاب با استقبال گرم منتقدان روبرو شد و گفته شده‌است که عناصری از داستان‌ها بخشهایی از کتاب ارباب حلقه‌های تالکین را الهام گرفته‌است.

## موضوع
داستانها در قالب یک سری نامه‌ها روایت می‌شوند، که از دیدگاه پدر کریسمس یا دبیر شیطان وی است. آنها ماجراهای خوب و ماجراهای بد پدر کریسمس و یارانش، از جمله خرس قطبی شمال و دو توله پیرو او، پاکسو و والکوتوکا را مستند می‌کنند. داستان‌هایی شامل توصیفی از آتش بازی‌های عظیم که نورهای شمالی را تشکیل می‌دهند و چگونه یک خرس قطبی در بیش از یکبار موفق می‌شود به دردسر بیفتد.
در نامه سال ۱۹۳۹ پدر کریسمس به جنگ جهانی دوم اشاره دارد، در حالی که برخی از نامه‌های بعدی نبردهای پدر کریسمس علیه گابلین‌ها را نشان می‌دهد که متعاقباً تفسیر دیدگاه‌های تالکین در مورد تهدید آلمان بود.

## انتشار
این نامه‌ها در طی بیش از ۲۰ سال برای سرگرمی فرزندان تالکین در هر کریسمس نوشته می‌شدند. از سال ۱۹۲۰ وقتی پسر بزرگ تالکین سه ساله بود، هر کریسمس تالکین نامه ای از پدر کریسمس دربارهٔ سفرها و ماجراهای خود می‌نوشت. هر نامه در یک پاکت، شامل تمبرهای قطب شمال و علائم پستی که توسط تالکین طراحی شده بود، تحویل داده شد.
پیش از انتشار، نمایشگاهی از نقاشی‌های تالکین در موزه اشمولین برگزار شده بود. این آثار شامل آثاری از هابیت، ارباب حلقه‌ها و نامه‌های کریسمس پدر بود. چاپ اول توسط آلن و اونوین در ۲ سپتامبر ۱۹۷۶، سه سال پس از مرگ تالکین بود. نسخه Houghton Mifflin در اواخر همان سال در ۱۹ اکتبر منتشر شد. این سومین اثر تالکین بود که پس از مرگ، پس از مجموعه شعر و راهنمای نام‌ها در ارباب حلقه‌ها منتشر شد. توسط بیلی تالکین، همسر دوم کریستوفر تالکین ویرایش شده،و تقریباً شامل تصاویر تالکین برای تمام نامه‌ها است. با این حال، چندین نامه و نقاشی را حذف کردند.
هنگامی که این کتاب در سال ۱۹۹۹ بازنشر شد، نامه‌هایی از پدر کریسمس مجدداً عنوان شد و چندین نامه و نقاشی که در نسخه اصلی وجود ندارد، اضافه شد. یک نسخه در سال ۱۹۹۵ حاوی نامه‌ها و نقاشی‌های موجود در پاکت‌های جداگانه بود تا به روشی که در اصل تصور شده بود خوانده شود.

## پذیرش
پس از مرگ استقبال از دو اثر اول منتشر شده پرشور بود، که بعداً تصور می‌شد به دلیل مرگ اخیر تالکین باشد. پاسخ به نامه‌های پدر کریسمس بسیار سنجیده و متعادل بود. جسیکا کمبال-کوک در کتاب خود نویسندگان کودک قرن بیستم پیشنهاد کرد که این کتاب به عنوان یک کتاب کلاسیک از ادبیات کودکان شناخته می‌شود، در حالی که نانسی ویلارد برای مجله The New York Times Book Review نیز کتاب را به‌طور مثبت دریافت کرد و گفت: "پدر کریسمس زندگی می‌کند؛ و هرگز شادتر از این صفحات. " در سال ۲۰۰۲، مقاله ای در روزنامه ایندیپندنت روز یکشنبه، این اثر را به عنوان رقابتی «ارباب حلقه‌ها برای شادی خیالی محض» توصیف کرد.

## تأثیر
پاول اچ. کوچر، در حالی که برای مجله Mythprint می‌نوشت، پیشنهاد کرد که موجودات موجود در نامه‌های پدر کریسمس ممکن است پیش از آنچه در آثار بعدی تالکین مانند ارباب حلقه‌ها آمده‌است، نظر مشترکی بوده‌است. توسط لورنس و مارتا کریگ در یک بررسی در مجله Mythlore (شماره ۱۴). به عنوان مثال، نامه ۱۹۳۳ حمله به خرس قطبی توسط گروهی از اجنه است. کریگز اظهار داشت که جادوگر گندالف ممکن است از پدر کریسمس ساخته شده باشد.